# Антъни Хамилтън
Антъни Хамилтън (на английски: Anthony Hamilton) е английски професионален играч на снукър. Известен е на публиката като Шерифа от Потингам и носи характерна козя брадичка.
През своята спортна кариера Хамилтън е достига два финала на професионално състезание по снукър – на Британско първенство през 1999 г., където е победен от Фъргъл О'Брайън и на Откритото първенство на Китай през 2001 г., където е победен с 9 на 8 фрейма от Марк Уилямс. Именно след като достига до финала на Британското открито първенство, Антъни Хамилтън достига и до най-добрата си позиция в световната ранглиста. Той е класиран на 10-о място в ранглистата през сезон 1999/2000. След този сезон Хамилтън постепенно изпада от челото на класирането.
Въпреки това той 3 пъти достига до четвъртфиналите на Световното първенство - през 2000, 2002 и 2004 г., но нито веднъж не се класира за полуфиналите. Антъни Хамилтън е смятан за един от добрите брейк-билдъри, като през кариерата си е направил повече от 150 сенчъри брейка. През 2000 г. счупване на китката възпрепятства участието на Антъни в няколко от състезанията, поради което той излиза от топ 16 на световната ранглиста и през 2001/2002 е класиран на 19-о място.
Антъни Хамилтън не се представя добре на Световното първенство през 2006 г. като отпада още в първи кръг след загуба от Марк Уилямс с 10 на 1 фрейма.

## Сезон 2009/10
| Турнир                    | Резутат | Спечелени пари | Ранкинг точки | Най-голям брейк | 100+ брейк | 50+ брейк | Брой спечелени срещи |
| ------------------------- | ------- | -------------- | ------------- | --------------- | ---------- | --------- | -------------------- |
| Шанхай мастърс 2009       |         | £              |               |                 |            |           |                      |
| Гран При 2009             |         | £              |               |                 |            |           |                      |
| Британско първенство 2009 |         | £              |               |                 |            |           |                      |
| Мастърс 2010              |         | £              |               |                 |            |           |                      |
| Първенство на Уелс 2010   |         | £              |               |                 |            |           |                      |
| Първенство на Китай 2010  |         | £              |               |                 |            |           |                      |
| Световно първенство 2010  |         | £              |               |                 |            |           |                      |
| Общо                      |         | £              |               |                 |            |           |                      |